# Бреденбрук
Бреденбрук (нід. Breedenbroek) — село в нідерландській провінції Гелдерланд, на кордоні із Німеччиною. Входить до муніципалітету Ауде-Ейсселстрек. Перша згадка про населений пункт датується 1386 роком.

## Галерея

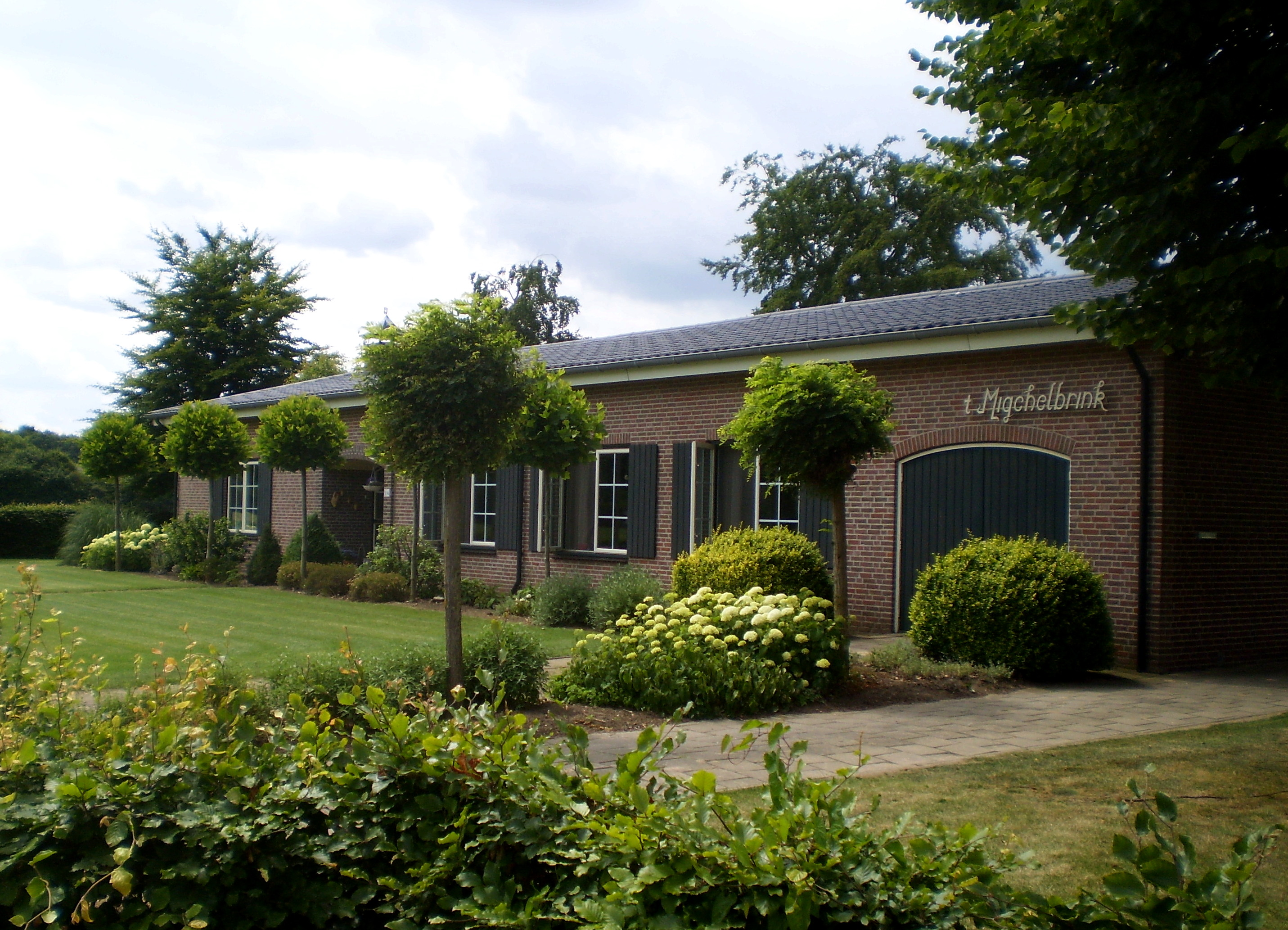
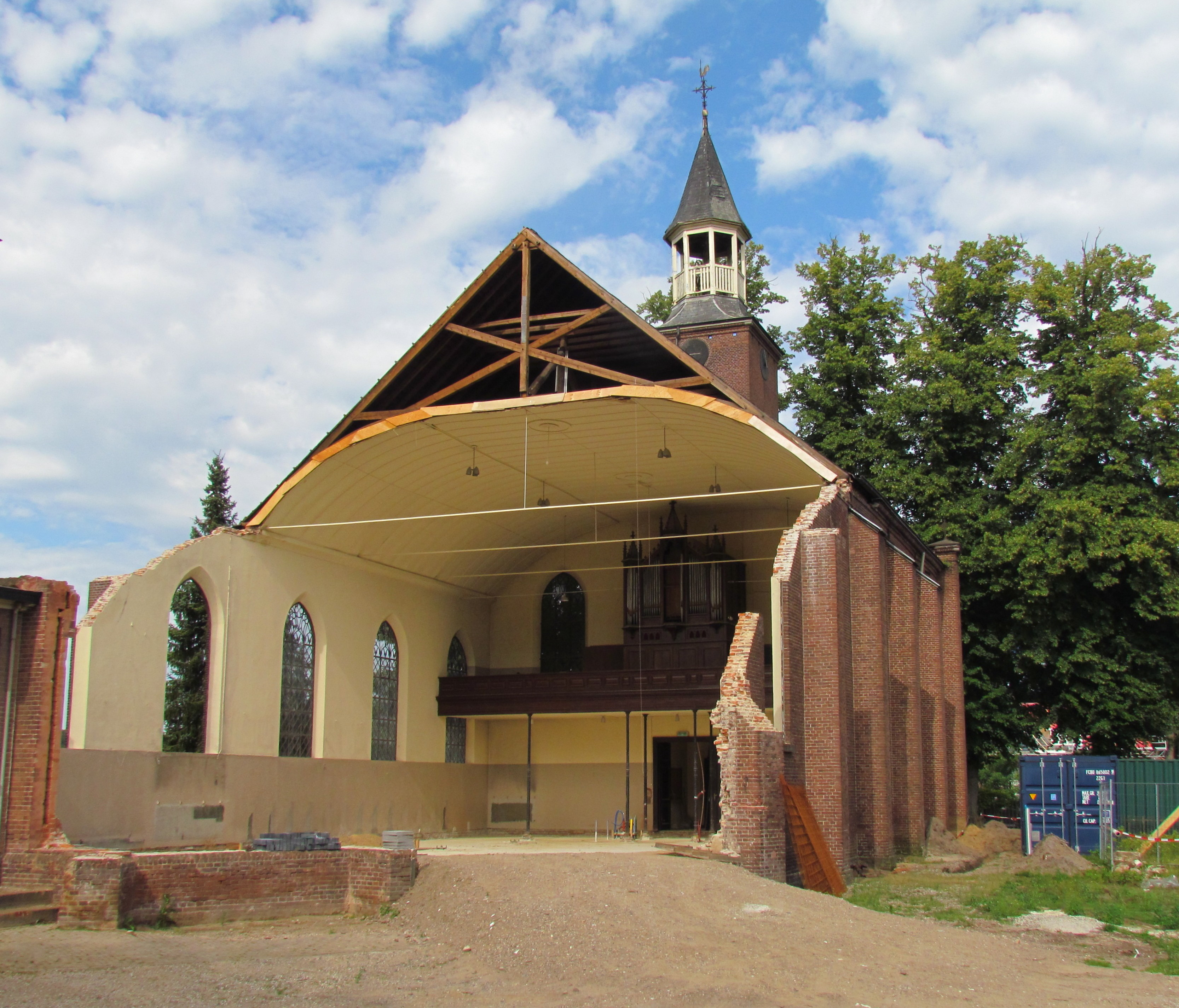
Перебудова церкви у культурний центр
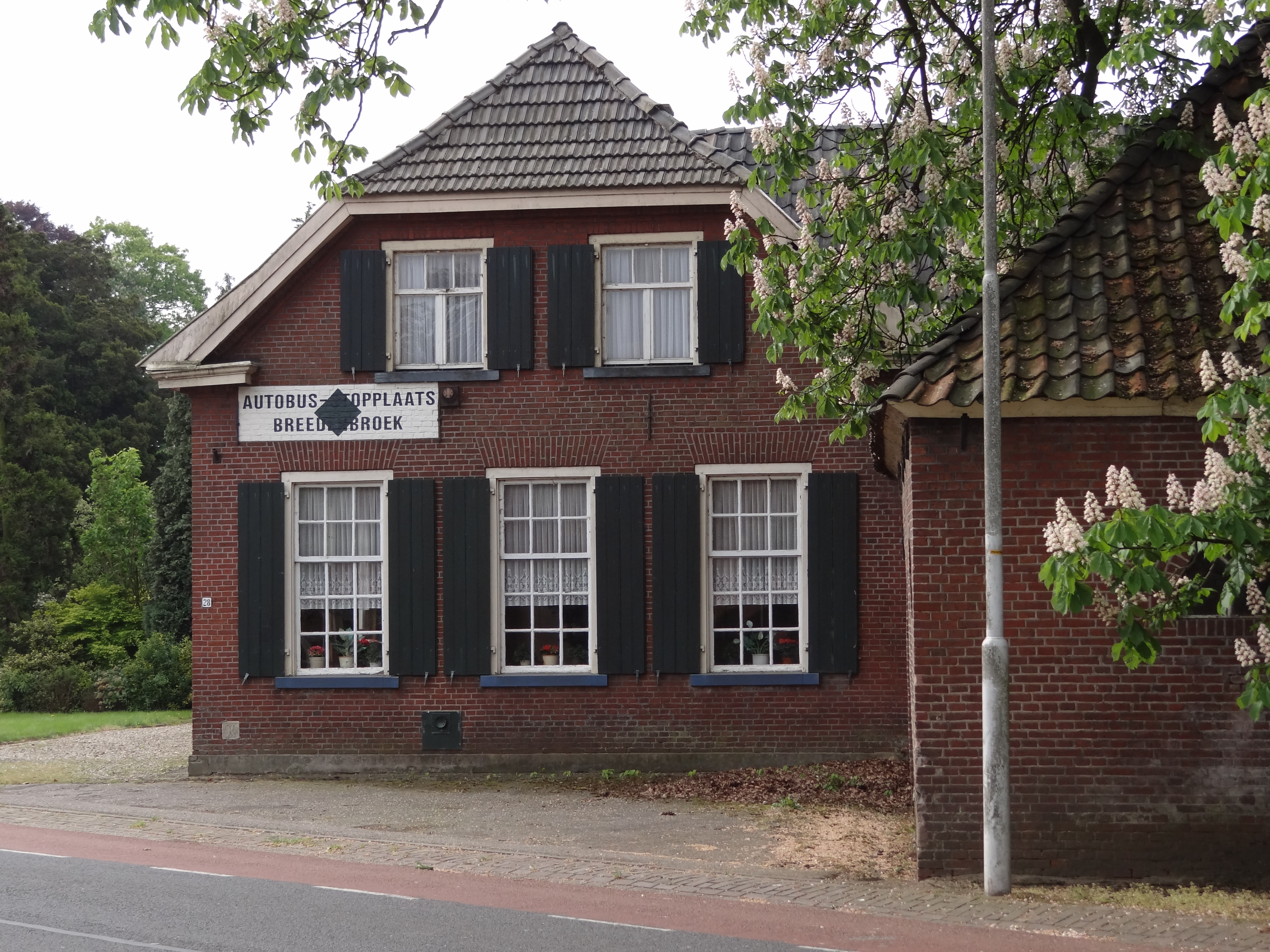
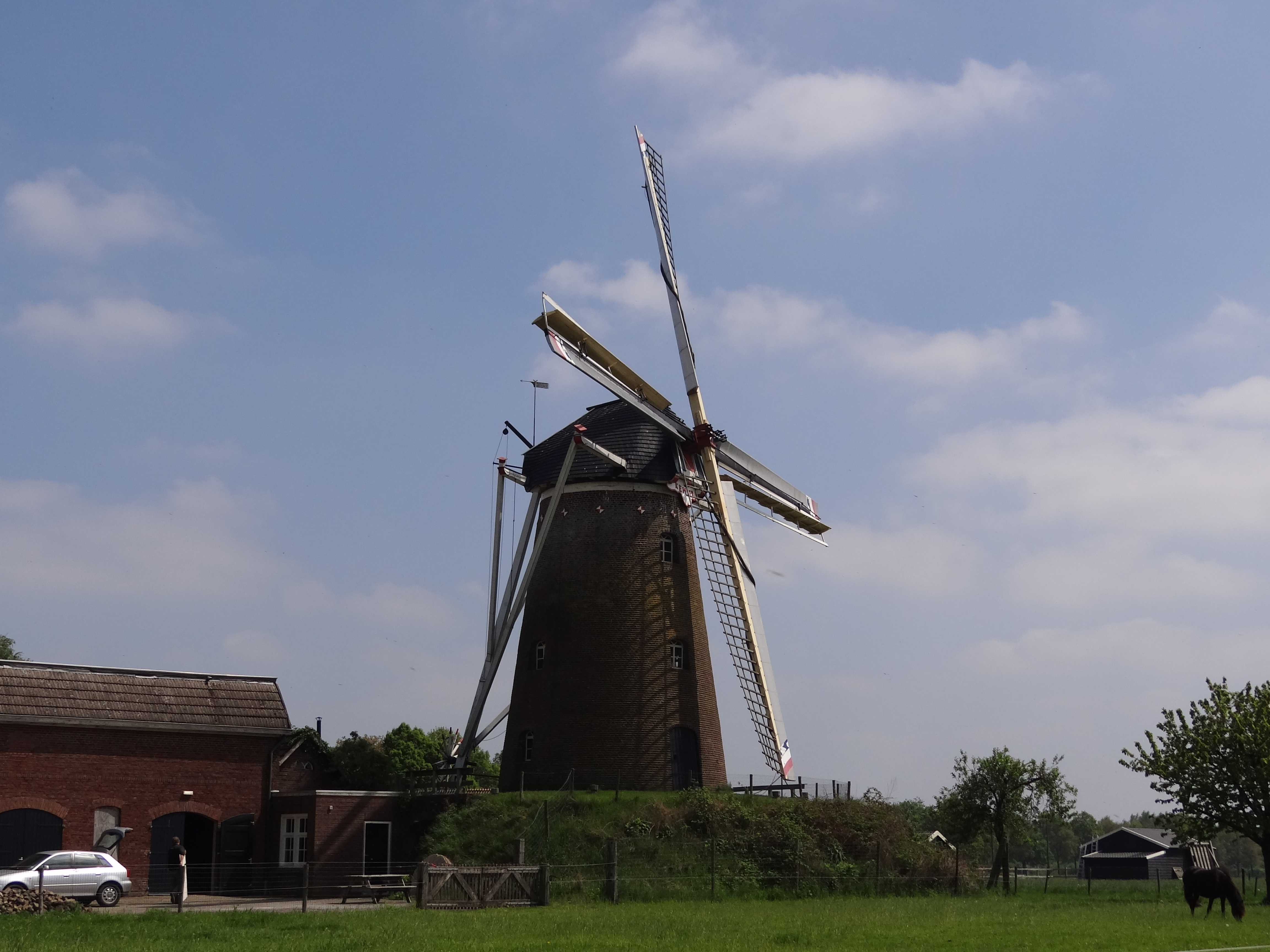
Історичний вітряк